# Ouled Maaref
Ouled Maaref è un comune dell'Algeria, situato nella provincia di Médéa.